# Aurélien Agbénonci
Aurélien Agbénonci, né le 20 octobre 1958 , est un homme politique et diplomate béninois, ministre des Affaires étrangères et de la Coopération entre 2016 et 2023.

## Biographie

### Origines et Formation
Aurélien Agbénonci naît le 20 octobre 1958 à Porto-Novo d'un père fonctionnaire au ministère des finances et d’une mère couturière. Il commence ses études dans sa ville natale avant décrocher le baccalauréat littéraire au Sénégal. Il poursuit ses études en droit.
Il devient titulaire d’un DESS en droit du commerce international de l'université Paris-Nanterre et d'un DESS en sciences du développement institutionnel, de la gouvernance et de l’environnement de l'université Cheikh-Anta-Diop de Dakar, également titulaire d’une maîtrise en droit des affaires de cette même université.  

### Parcours professionnel  et politique
Il se spécialise dans les relations internationales et la diplomatie, et est embauché au Programme des Nations unies pour le développement. Entre 1990 et 1993, il représente ce programme de l'ONU aux Comores, puis au Burundi (1993-1996), puis au Cameroun (1996-1999), en Côte d'Ivoire (1999-2003), au Congo (2003-2008), au Rwanda (2008-2011), au Mali (2012-2013).
Il devient en avril 2014 représentant spécial adjoint du Secrétaire général des Nations unies pour la Mission de stabilisation multidimensionnelle intégrée des Nations unies en République centrafricaine (Minusca). Il conserve ce poste jusqu’à sa nomination à la tête de la diplomatie béninoise, en avril 2016.
Il doit gérer en 2019 une crise diplomatique avec le Nigeria lorsque ce pays décide de fermer ses frontières terrestres, dont les 700 km qu'il partage avec le Bénin, et met à terme le commerce entre les deux pays. Il approfondit les relations et la coopération entre le Bénin et Cuba.
Il quitte le gouvernement le 23 mai 2023.

### Vie privée
Marié à une pharmacienne béninoise,  il est père de deux garçons.